# بيت ليف
بيت ليف هي إحدى القرى اللبنانية من قرى قضاء بنت جبيل في محافظة النبطية. وهي بلدة الوزير أيوب حميد.
وتبعد بيت ليف حوالي 106 كم عن العاصمة بيروت وترتفع 530 مترا عن سطح البحر.تتميز بيت ليف بوقوعها على تلة منخفضة محاطة بمجموعة من الجبال الخضراء